# Larraul
Larraul is een gemeente in de Spaanse provincie Gipuzkoa in de regio Baskenland met een oppervlakte van 6 km². Larraul telt 245 inwoners (1 januari 2016).